# 耳叶杜鹃
耳叶杜鹃（学名：Rhododendron auriculatum）为杜鹃花科杜鹃花属下的一个种。

## 扩展阅读
- 維基物種上的相關：耳叶杜鹃